# Powiat sztumski

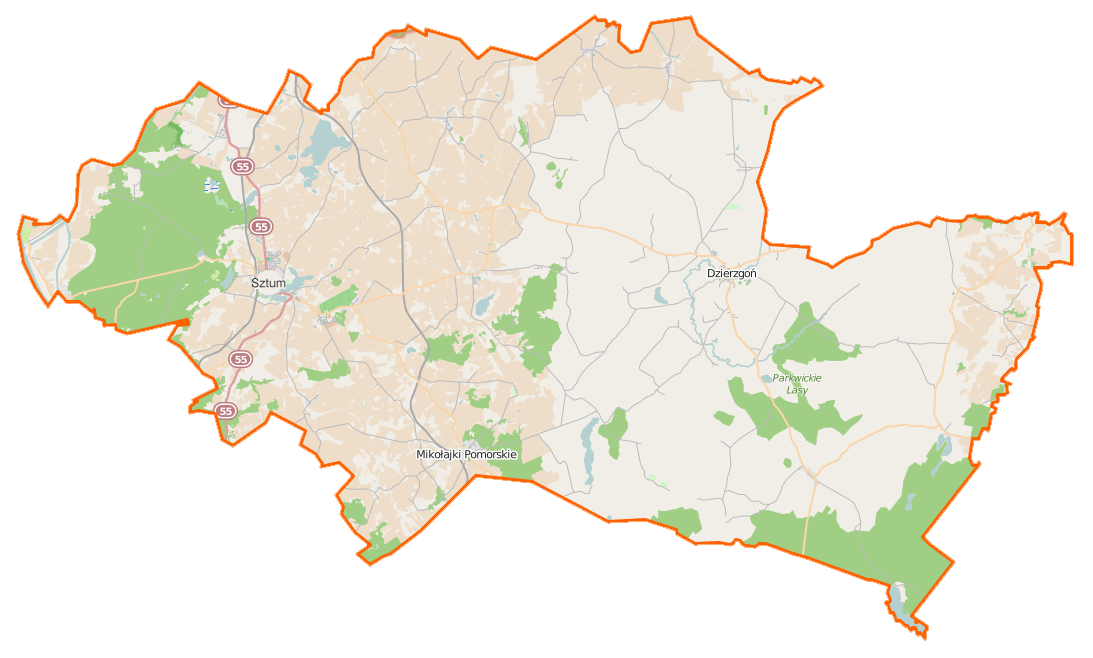
Mapa powiatu

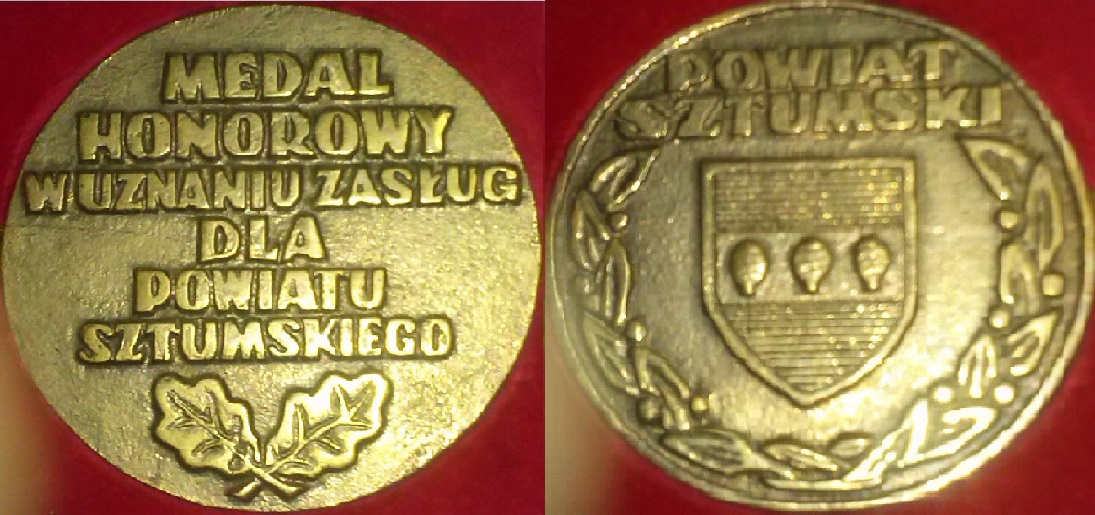
Medal Honorowy „W Uznaniu Zasług dla Powiatu Sztumskiego”

Powiat sztumski – powiat w Polsce w województwie pomorskim utworzony w 2002 z części powiatu malborskiego. Jego siedzibą jest miasto Sztum.
Po reformie administracyjnej w 1999 Sztum i tereny powiatu sztumskiego zostały włączone do powiatu malborskiego, co wywołało niezadowolenie jego mieszkańców, które objawiło się licznymi protestami. Ich efektem było utworzenie od 1 stycznia 2002 powiatu ze stolicą w Sztumie.
Według danych z 30 czerwca 2020 powiat zamieszkiwało 41 141 osób.

## Miasta i gminy w powiecie
W skład powiatu wchodzą:
- miasta: Dzierzgoń, Sztum
- gminy miejsko-wiejskie: Dzierzgoń, Sztum
- gminy wiejskie: Mikołajki Pomorskie, Stary Dzierzgoń, Stary Targ

## Demografia

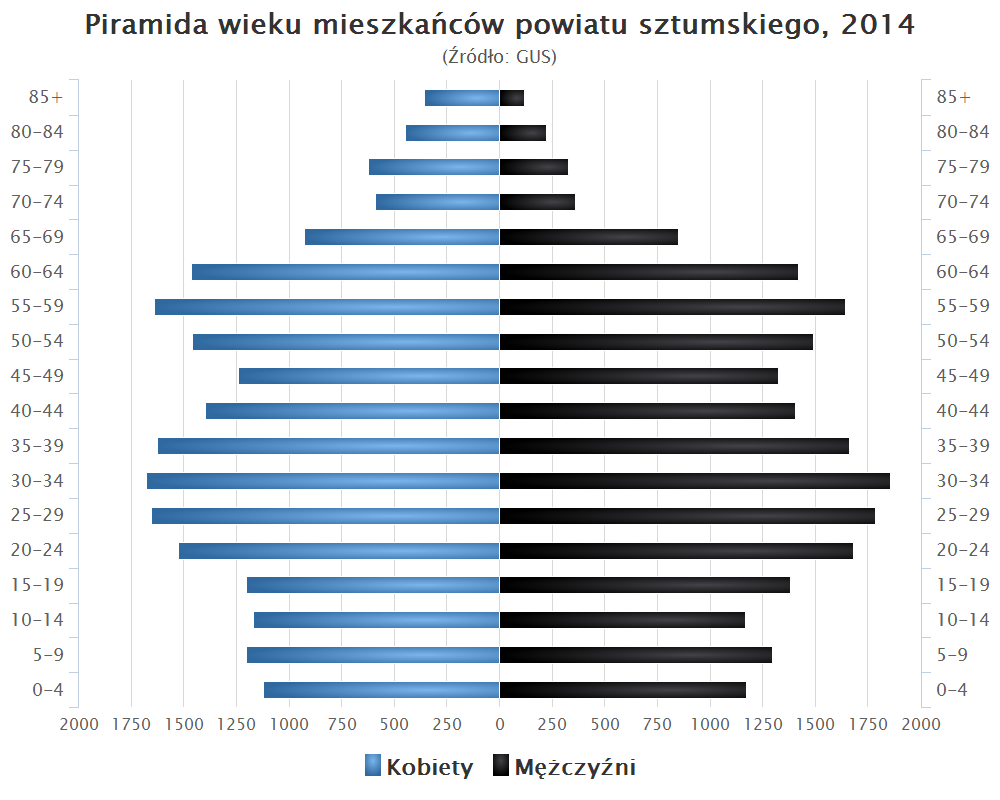
Piramida wieku mieszkańców powiatu sztumskiego w 2014 roku

Liczba ludności (dane z 30 czerwca 2013):
|        | Ogółem | Ogółem | Kobiety | Kobiety | Mężczyźni | Mężczyźni |
| osób   | %      | osób   | %       | osób    | %         |           |
| ------ | ------ | ------ | ------- | ------- | --------- | --------- |
| Ogółem | 42 585 | 100    | 21 337  | 50,10   | 21 248    | 49,90     |
| Miasto | 15 988 | 37,54  | 8242    | 19,35   | 7746      | 18,19     |
| Wieś   | 26 597 | 62,46  | 13 095  | 30,75   | 13 502    | 31,71     |

▶Wieś vs ▶miasto
Ogółem (▶k, ▶m)
Miasto (▶k, ▶m)
Wieś (▶k, ▶m)

### Ludność w latach
|      | \| Lata \| Ludność[5] (stan na 31 grudnia) \| \| ---- \| ------------------------------- \| \| 2002 \| 42 043 \| \| 2003 \| 41 964 \| \| 2004 \| 41 974 \| \| 2005 \| 41 886 \| \| 2006 \| 41 823 \| \| 2007 \| 41 763 \| \| 2008 \| 41 708 \| \| 2009 \| 41 694 \| \| 2010 \| 41 568 \| \| 2011 \| 42 739 \| \| 2012 \| 42 658 \| |
| Lata | Ludność (stan na 31 grudnia) |
| 2002 | 42 043 |
| 2003 | 41 964 |
| 2004 | 41 974 |
| 2005 | 41 886 |
| 2006 | 41 823 |
| 2007 | 41 763 |
| 2008 | 41 708 |
| 2009 | 41 694 |
| 2010 | 41 568 |
| 2011 | 42 739 |
| 2012 | 42 658 |

## Starostowie
- 2002: Ryszard Zdziebłowski (SLD)
- 2002–2006: Zbigniew Zwolenkiewicz (SLD)
- 2006–2010: Piotr Stec (Samorządne Powiśle)
- 2010–2018: Wojciech Cymerys (PSL)
- 2018–2021: Sylwia Celmer (PiS)
- od 2021: Leszek Sarnowski (PO)

## Rada Powiatu
Mandaty uzyskane przez poszczególne ugrupowania na daną kadencję rady powiatu w wyborach samorządowych:
| Ugrupowanie                                    | 2002–2006  | 2006–2010 | 2010–2014 | 2014–2018 | 2018–2024 | 2024–2029 |
| ---------------------------------------------- | ---------- | --------- | --------- | --------- | --------- | --------- |
| Sojusz Lewicy Demokratycznej                   | 7 (SLD-UP) | 3 (LiD)   | -         | -         | -         | -         |
| Samorządne Powiśle1                            | 7          | 4         | -         | -         | -         | -         |
| Polskie Stronnictwo Ludowe                     | 3          | 3         | 4         | 5         | 2         | 1 (TD)    |
| Platforma Obywatelska                          | -          | 3         | 2         | -         | -         | -         |
| Razem dla Powiśla2                             | -          | 4         | 7         | 6         | 3         | 5         |
| Porozumienie Samorządowe3                      | -          | -         | 4         | -         | 5         | -         |
| Obywatelskie Porozumienie Samorządowe Powiśle4 | -          | -         | -         | 6         | -         | -         |
| Prawo i Sprawiedliwość                         | -          | -         | -         | -         | 5         | 2         |
| Obywatelskie Porozumienie Samorządowe5         | -          | -         | -         | -         | 2         | -         |
| Powiślańska Inicjatywa Samorządowa6            | -          | -         | -         | -         | -         | 3         |
| Wspólny Powiat Sztumski7                       | -          | -         | -         | -         | -         | 2         |
| Tak! Dla Powiatu Sztumskiego5                  | -          | -         | -         | -         | -         | 2         |

1 Prawicowe stowarzyszenie.

2 Lewica.

3 Poszerzona formuła Samorządnego Powiśla (w wyborach w 2010 pełna nazwa komitetu – Porozumienie Samorządowe „Powiśle”).

4 Samorządne Powiśle + środowiska partyjne (PO, PiS, Solidarna Polska, KNP).

5 Poszerzona formuła Platformy Obywatelskiej.

6 Komitet założony przez część środowiska Prawa i Sprawiedliwości.

7 Komitet Kazimierza Szewczuna.

## Zabytki
- Pokrzyżacki zamek gotycki z I połowie XIV wieku wraz z układem urbanistycznym w Sztumie
- Kościół poewangelicki wybudowany w latach 1816–1818, w którym obecnie mieści się muzeum „Alyem” w Sztumie
- Dworki rodziny Donimirskich w Czerninie z XVII–XIX wieku, Zajezierzu, Ramzach Małych, Cygusach, Telkwicach, Bukowie
- Dom Polski w Piekle z 1937
- zespół śluz w Białej Górze z XIX wieku
- Kamień w Sztumskiej Wsi upamiętniający rozejm polsko-szwedzki 12 września 1635
- Kościół św. Anny w Sztumie
- Kościół św. Michała i Matki Boskiej Szkaplerznej w Postolinie
- Kościół pod wezwaniem św. Józefa z początku XX wieku w Gościszewie
- Kościół pod wezwaniem Trzech Króli z XIV wieku w Pietrzwałdzie
- Kościół z XVI wieku w Starym Targu
- Wieża ciśnień z początku XX wieku w Sztumie
- Kompleks pałacowo-parkowy w Waplewie Wielkim
- Baszta zamkowa w Przezmarku
- Kościół pod wezwaniem Wniebowstąpienia Pańskiego w Starym Dzierzgoniu z XIV–XV wieku
- XIV-wieczny, gotycki kościół parafialny pw. św. Trójcy w Dzierzgoniu
- Cmentarna kaplica pw. św. Anny zbudowana w XIII wieku i odbudowana po pożarze w 1737 w Dzierzgoniu
- Dawny pałac starostów dzierzgońskich i wojewodów malborskich w Nowinach z kolekcją zabytkowych maszyn rolniczych
- Ruiny wiatraka holenderskiego z drugiej połowy XIX wieku w Budziszu i Ankamatach
- Wykopaliska archeologiczne odsłaniające ruiny zamku krzyżackiego na Wzgórzu Zamkowym w Dzierzgoniu
- Kościół parafialny pw. św. Antoniego z XIX wieku w Mikołajkach Pomorskich
- Kościół ewangelicko-augsburski w Mikołajkach Pomorskich
- Kościół parafialny pw. św. Anny z XIV wieku w Krasnej Łące
- Zespół dworsko-parkowy z XVII i XVIII wieku w Nowych Miniętach

## Sąsiednie powiaty
- pomorskie:  powiat kwidzyński,  powiat malborski,  powiat tczewski
- warmińsko-mazurskie:  powiat elbląski,  powiat iławski,  powiat ostródzki

## Współpraca zagraniczna
- Powiat Rotenburg
- Biełogorsk
- Telawi